# Mesochorus attenuatus
Mesochorus attenuatus là một loài tò vò trong họ Ichneumonidae.